# Saint-Christophe-du-Jambet
Saint-Christophe-du-Jambet è un comune francese di 208 abitanti situato nel dipartimento della Sarthe nella regione dei Paesi della Loira.

## Società

### Evoluzione demografica
Abitanti censiti